# Facet Opal
Die Facet Opal war ein von dem Australier Eric Scott Winton entwickeltes und gebautes Ultraleichtflugzeug.

## Konstruktion
Die Maschine war in Voll-GFK-Bauweise hergestellt und verfügte über ein fast symmetrisches Laminarprofil (eigentlich ein transsonisches Profil der NACA). Motorisiert war die Maschine mit einem Rotax 447 mit 50 PS (37 kW). Die Steuerung erfolgt über Elevons und zwei kleine Seitenruder. Zum Schutz des Propellers war eine zusätzliche Kufe unter dem Rumpfende angebracht. Das schmalspurige, dreibeinige Hauptfahrwerk war einziehbar.

## Rekorde
Die Facet Opal hält/hielt folgende Höhen und Steigzeit-Rekorde für Ultraleichtflugzeuge:
- 3000 m in 6 min
- 6000 m in 20,5 min
- Gipfelhöhe 10.300 m FAI-Klasse C1a/0 (kolbenmotorgetriebene Flugzeuge unter 300 kg)

Nach diesen Steigzeit- und Höhenrekorden plante Winton einen neuen australischen Transkontinental-Rekord in Ost-West-Richtung über eine Strecke von 3200 km. Jedoch starb der Konstrukteur und Erbauer am 12. Mai 1989 beim Absturz der Maschine, nachdem diese infolge Strukturüberlastung in der Luft zerbrochen war. Nach anderen Quellen war die Ursache des Unfalls ein Bruch des Getriebes. Bei der 83. Konferenz der FAI im Jahre 1990 wurde Eric Scott Winton posthum die Louis-Blériot-Medaille für besondere Verdienste in der Luftfahrt verliehen.

## Technische Daten
| Kenngröße                          | Daten                          |
| ---------------------------------- | ------------------------------ |
| Besatzung                          | 1                              |
| Länge                              | 3,2 m                          |
| Spannweite                         | 6,6 m                          |
| Flügelfläche                       | 10 m²                          |
| Flügelstreckung                    | 4,4                            |
| Flügeltiefe                        | 1,6 m                          |
| Profil                             | NACA 66(1)-212 mod. 12 % Dicke |
| Leermasse                          | 110 kg                         |
| max. Startmasse                    | 300–320 kg                     |
| max. Flächenbelastung              | ≈30–32 kg/m²                   |
| Reisegeschwindigkeit               | ≈250 km/h                      |
| Höchstgeschwindigkeit              | 280 km/h                       |
| Verbrauch bei Reisegeschwindigkeit | 9,2 l/h (6,9 kg/h)             |
| Reichweite                         | 3200–3500 km                   |
| Triebwerke                         | 1 × Rotax 447                  |

## Erhaltene Exemplare
Im Jahr 2015 arbeitete Scott Wintons Bruder Dean am Wiederaufbau der Maschine im flugfähigen Zustand. Die Arbeiten waren zu 80 % fertiggestellt, wobei strukturelle Verstärkungen des Flügels mit einbezogen sind.